# Digonogastra javaryensis
Digonogastra javaryensis är en stekelart som först beskrevs av Cameron 1905.  Digonogastra javaryensis ingår i släktet Digonogastra och familjen bracksteklar. Inga underarter finns listade i Catalogue of Life.